# Redenominacija
Denominacija je promjena nominalne vrijednosti novčane jedinice (najčešće brisanjem jedne ili više ništica) koja se provodi zamjenom novca novcem manje ili veće vrijednosti. Taj se postupak provodi u vrijeme monetarne reforme ili zbog visoke inflacije, kada se novčana jedinica ubrzano obezvređuje, mora se utvrditi aritmeticka sredina.